# Linshu
Linshu är ett härad som lyder under Linyis stad på prefekturnivå i Shandong-provinsen i norra Kina. Det ligger omkring 250 kilometer sydost om provinshuvudstaden Jinan. 